# Odert Reinhold von Essen den yngre
Odert Reinhold von Essen den yngre, född 1 juni 1755, död 11 januari 1837 i Borgå, var en svensk-finländsk militär (generalmajor). Han tillhörde ätten von Essen af Zellie.

## Biografi
Odert Reinhold von Essen d.y. var sonson till Odert Reinhold von Essen d.ä., och son till kaptenen vid Nylands dragoner Carl Magnus von Essen af Zellie i dennes andra äktenskap, med Ebba Helena Ramsay, dotter till en överstelöjtnant i Västerbottens regemente. Odert Reinhold von Essen var faderns nionde barn av elva, och föddes i Finland som ännu tillhörde Sverige. Han blev först major vid Nylands dragoner, sedan överstelöjtnant och riddare av Svärdsorden. 1798 utsågs han till överste och sekundchef för Tavastehus regementes jägarebataljon,
Han deltog i finska kriget 1808–09 som befälhavare för Tavastlands jägarbataljon och den 6:e brigaden. Generalmajor 1809. Han introducerade sin ätt på Finlands riddarhus. 1808 blev han riddare med stora korset av Svärdsorden.
Johan Ludvig Runeberg diktar i Fänrik Ståls sägner:
"Tre ting i lust och smärta/ den ägde han käck och god:/ stolt själ och lättrört hjärta/ och brinnande hetsigt blod." 
von Essens första hustru, som han gifte sig med 1793 var en friherrinna von Fersen, men äktenskapet var barnlöst. Han gifte 1800 om sig med Juliana Maria Ramsay, dotter till Otto Wilhelm Ramsay, i vilket äktenskap fem barn föddes. Sedan andra hustrun avlidit 1812, gifte han om sig med Ulrika Möllersvärd, som skilde sig från honom 1814. Han fjärde hustru var Fredrika Boije af Gennäs, som fick två barn med honom.